# Estońska Formuła 3 Sezon 1963
1963 – drugi sezon Estońskiej Formuły 3.
O mistrzostwie decydował rozgrywany 18 sierpnia wyścig o Grand Prix Kaleva na torze Pirita-Kose-Kloostrimetsa. Mistrzem Estonii został Madis Laiv (Estonia 3).

## Wyniki wyścigu o Grand Prix Kaleva
| P | Nr | Kierowca | Konstruktor       | Okr.        | Czas / Strata | Komentarz |  |
| - | -- | -------- | ----------------- | ----------- | ------------- | --------- |  |
| 1 |    |          | Voldemārs Beišāns | Estonia-IMZ | 24            | 58:30,0   |  |
| 2 |    |          | Madis Laiv        | Estonia-IMZ | 24            | +0:00,3   |  |
| 3 |    |          | Jūlijs Vinte      | Estonia-IMZ |               |           |  |
| P | Nr | Kierowca | Konstruktor       | Okr.        | Czas / Strata | Komentarz |  |

## Klasyfikacja mistrzostw Estonii
| Poz. | Kierowca   | Zespół         |
| ---- | ---------- | -------------- |
| 1    | Madis Laiv | DOSAAF Tallinn |